# Classique de Saint-Sébastien 2016
La 36e édition de la Classique de Saint-Sébastien a lieu le 30 juillet 2016. C'est la vingtième épreuve de l'UCI World Tour 2016. Le vainqueur est Bauke Mollema.

## Présentation
La course a lieu à l'intérieur et autour de la ville de Saint-Sébastien sur une distance de 202,2 kilomètres. Le Britannique Adam Yates (Orica-BikeExchange), vainqueur en solitaire de l'édition 2015 est le tenant du titre.

### Équipes
Vingt équipes participent à cette Classique de Saint-Sébastien - dix-huit WorldTeams et deux équipes continentales professionnelles :
| UCI WorldTeams     | UCI WorldTeams | UCI WorldTeams |
| Nom de l'équipe    | Pays           | Code           |
| ------------------ | -------------- | -------------- |
| AG2R La Mondiale   | France         | ALM            |
| Astana             | Kazakhstan     | AST            |
| BMC Racing         | États-Unis     | BMC            |
| Cannondale-Drapac  | États-Unis     | CDT            |
| Dimension Data     | Afrique du Sud | DDD            |
| Etixx-Quick Step   | Belgique       | EQS            |
| FDJ                | France         | FDJ            |
| Giant-Alpecin      | Allemagne      | TGA            |
| IAM                | Suisse         | IAM            |
| Katusha            | Russie         | KAT            |
| Lampre-Merida      | Italie         | LAM            |
| Lotto NL-Jumbo     | Pays-Bas       | TLJ            |
| Lotto-Soudal       | Belgique       | LTS            |
| Movistar           | Espagne        | MOV            |
| Orica-BikeExchange | Australie      | OBE            |
| Sky                | Royaume-Uni    | SKY            |
| Tinkoff            | Russie         | TNK            |
| Trek-Segafredo     | États-Unis     | TFS            |

| Équipes continentales professionnelles | Équipes continentales professionnelles | Équipes continentales professionnelles |
| Nom de l'équipe                        | Pays                                   | Code                                   |
| -------------------------------------- | -------------------------------------- | -------------------------------------- |
| Caja Rural-Seguros RGA                 | Espagne                                | CJR                                    |
| Cofidis                                | France                                 | COF                                    |

## Récit de la course
Rigoberto Uran et Adam Yates sont les premiers à attaquer dans la dernière ascension. Ils se font efficacement contrer par Joaquin Rodriguez. L'espagnol est cependant rattrapé à proximité du sommet par un trio composé d'Alejandro Valverde, de Tony Gallopin et de Bauke Mollema. Le néerlandais réussit à distancer ses rivaux dans la descente. Il résiste ensuite sur les derniers kilomètres de plat et s'impose en solitaire. Gallopin prend la deuxième place au sprint tandis que Valverde complète le podium. 

## Classements

### Classement final
| Classement final | Classement final   | Classement final | Classement final   | Classement final  |
|                  | Coureur            | Pays             | Équipe             | Temps             |
| ---------------- | ------------------ | ---------------- | ------------------ | ----------------- |
| 1er              | Bauke Mollema      | Pays-Bas         | Trek-Segafredo     | en 5 h 31 min 0 s |
| 2e               | Tony Gallopin      | France           | Lotto-Soudal       | + 17 s            |
| 3e               | Alejandro Valverde | Espagne          | Movistar           | + 17 s            |
| 4e               | Joaquim Rodríguez  | Espagne          | Katusha            | + 22 s            |
| 5e               | Greg Van Avermaet  | Belgique         | BMC Racing         | + 34 s            |
| 6e               | Gianluca Brambilla | Italie           | Etixx-Quick Step   | + 34 s            |
| 7e               | Simon Yates        | Royaume-Uni      | Orica-BikeExchange | + 34 s            |
| 8e               | Tom-Jelte Slagter  | Pays-Bas         | Cannondale-Drapac  | + 34 s            |
| 9e               | Nicolas Roche      | Irlande          | Sky                | + 34 s            |
| 10e              | Dries Devenyns     | Belgique         | IAM                | + 37 s            |
| modifier         |                    |                  |                    |                   |

### Classements annexes
| Classement de la montagne | Classement de la montagne  | Classement de la montagne | Classement de la montagne | Classement de la montagne |
| ------------------------- | -------------------------- | ------------------------- | ------------------------- | ------------------------- |
|                           | Coureur                    | Pays                      | Équipe                    | Point(s)                  |
| 1er                       | Moreno Moser               | Italie                    | Cannondale-Drapac         | 34 points                 |
| 2e                        | Jaime Rosón                | Espagne                   | Caja Rural-Seguros RGA    | 18 pts                    |
| 3e                        | Jacques Janse van Rensburg | Afrique du Sud            | Dimension Data            | 15 pts                    |
| modifier                  |                            |                           |                           |                           |

| Classement des sprints[réf. nécessaire] | Classement des sprints[réf. nécessaire] | Classement des sprints[réf. nécessaire] | Classement des sprints[réf. nécessaire] | Classement des sprints[réf. nécessaire] |
| --------------------------------------- | --------------------------------------- | --------------------------------------- | --------------------------------------- | --------------------------------------- |
|                                         | Coureur                                 | Pays                                    | Équipe                                  | Point(s)                                |
| 1er                                     | Moreno Moser                            | Italie                                  | Cannondale-Drapac                       | 6 points                                |
| 2e                                      | Davide Formolo                          | Italie                                  | Cannondale-Drapac                       | 3 pts                                   |
| 3e                                      | José Joaquín Rojas                      | Espagne                                 | Movistar                                | 3 pts                                   |
| modifier                                |                                         |                                         |                                         |                                         |

| \| Classement par équipes \| Classement par équipes \| Classement par équipes \| Classement par équipes \| \| \| Équipe \| Pays \| Temps \| \| ---------------------- \| ---------------------- \| ---------------------- \| ---------------------- \| \| 1re \| Lotto-Soudal \| Belgique \| en 16 h 34 min 57 s \| \| 2e \| Etixx-Quick Step \| Belgique \| + 29 s \| \| 3e \| IAM \| Suisse \| + 59 s \| \| modifier \| \| \| \| |                  |          |                     |
| Classement par équipes |                  |          |                     |
| | Équipe           | Pays     | Temps               |
| 1re | Lotto-Soudal     | Belgique | en 16 h 34 min 57 s |
| 2e | Etixx-Quick Step | Belgique | + 29 s              |
| 3e | IAM              | Suisse   | + 59 s              |
| modifier |                  |          |                     |

### UCI World Tour
Cette Classique de Saint-Sébastien attribue des points pour l'UCI World Tour 2016, par équipes uniquement aux équipes ayant un label WorldTeam, individuellement uniquement aux coureurs des équipes ayant un label WorldTeam.
| Position           | 1er | 2e | 3e | 4e | 5e | 6e | 7e | 8e | 9e | 10e |
| Classement général | 80  | 60 | 50 | 40 | 30 | 22 | 14 | 10 | 6  | 2   |

## Liste des participants
- Liste de départ complète

| Légende | Légende                                                                       | Légende | Légende                                                    |
| ------- | ----------------------------------------------------------------------------- | ------- | ---------------------------------------------------------- |
| Num     | Dossard de départ porté par le coureur sur cette Classique de Saint-Sébastien | Pos     | Position à l'arrivée de la course                          |
|         | Indique un maillot de champion national ou mondial, suivi de sa spécialité    | NP      | Indique un coureur qui n'a pas pris le départ de la course |
| AB      | Indique un coureur qui n'a pas terminé la course                              | HD      | Indique un coureur qui a terminé la course hors des délais |

| Orica-BikeExchange OBE            | Orica-BikeExchange OBE        | Orica-BikeExchange OBE |
| --------------------------------- | ----------------------------- | ---------------------- |
| Num                               | Coureur                       | Pos                    |
| 1                                 | Adam Yates (GBR)              | 16e                    |
| 2                                 | Michael Albasini (SUI)        | 92e                    |
| 3                                 | Luke Durbridge (AUS)          | 93e                    |
| 4                                 | Christopher Juul Jensen (DEN) |                        |
| 5                                 | Daryl Impey (RSA)             | 69e                    |
| 6                                 | Christian Meier (CAN)         | AB                     |
| 7                                 | Amets Txurruka (ESP)          | 95e                    |
| 8                                 | Simon Yates (GBR)             | 7e                     |
| Directeur sportif : Neil Stephens |                               |                        |

| Tinkoff TNK                    | Tinkoff TNK                    | Tinkoff TNK |
| ------------------------------ | ------------------------------ | ----------- |
| Num                            | Coureur                        | Pos         |
| 11                             | Alberto Contador (ESP)         | 39e         |
| 12                             | Oscar Gatto (ITA)              | AB          |
| 13                             | Sérgio Paulinho (POR)          | AB          |
| 14                             | Jesús Hernández Blázquez (ESP) | 105e        |
| 15                             | Roman Kreuziger (CZE) (Route)  | 22e         |
| 16                             | Evgueni Petrov (RUS)           | AB          |
| 17                             | Ivan Rovny (RUS)               | 102e        |
| 18                             | Yury Trofimov (RUS)            | 99e         |
| Directeur sportif : Patxi Vila |                                |             |

| Movistar MOV                          | Movistar MOV                     | Movistar MOV |
| ------------------------------------- | -------------------------------- | ------------ |
| Num                                   | Coureur                          | Pos          |
| 21                                    | Alejandro Valverde (ESP)         | 3e           |
| 22                                    | Imanol Erviti (ESP)              | AB           |
| 23                                    | Jonathan Castroviejo (ESP)       | 89e          |
| 24                                    | Giovanni Visconti (ITA)          | 42e          |
| 25                                    | Gorka Izagirre (ESP)             | 82e          |
| 26                                    | Ion Izagirre (ESP)               | 19e          |
| 27                                    | José Joaquín Rojas (ESP) (Route) | 81e          |
| 28                                    | Rory Sutherland (AUS)            | AB           |
| Directeur sportif : José Luis Arrieta |                                  |              |

| BMC Racing BMC                    | BMC Racing BMC                 | BMC Racing BMC |
| --------------------------------- | ------------------------------ | -------------- |
| Num                               | Coureur                        | Pos            |
| 31                                | Richie Porte (AUS)             | 73e            |
| 32                                | Alessandro De Marchi (ITA)     | 51e            |
| 33                                | Philippe Gilbert (BEL) (Route) | 58e            |
| 34                                | Ben Hermans (BEL)              | 14e            |
| 35                                | Samuel Sánchez (ESP)           | 87e            |
| 36                                | Michael Schär (SUI)            | 97e            |
| 37                                | Greg Van Avermaet (BEL)        | 5e             |
| 38                                | Peter Velits (SVK)             | AB             |
| Directeur sportif : Yvon Ledanois |                                |                |

| Sky SKY                         | Sky SKY                     | Sky SKY |
| ------------------------------- | --------------------------- | ------- |
| Num                             | Coureur                     | Pos     |
| 41                              | Mikel Landa (ESP)           | 67e     |
| 42                              | Xabier Zandio (ESP)         | AB      |
| 43                              | Peter Kennaugh (GBR)        | 45e     |
| 44                              | Michał Gołaś (POL)          | 103e    |
| 45                              | Michał Kwiatkowski (POL)    | 107e    |
| 46                              | David López García (ESP)    | 113e    |
| 47                              | Mikel Nieve (ESP)           | 24e     |
| 48                              | Nicolas Roche (IRL) (Route) | 9e      |
| Directeur sportif : Dario Cioni |                             |         |

| Etixx-Quick Step EQS                 | Etixx-Quick Step EQS      | Etixx-Quick Step EQS |
| ------------------------------------ | ------------------------- | -------------------- |
| Num                                  | Coureur                   | Pos                  |
| 51                                   | Daniel Martin (IRL)       | 12e                  |
| 52                                   | David de la Cruz (ESP)    | 66e                  |
| 53                                   | Gianluca Brambilla (ITA)  | 6e                   |
| 54                                   | Laurens De Plus (BEL)     | 41e                  |
| 55                                   | Bob Jungels (LUX) (Route) | 84e                  |
| 56                                   | Pieter Serry (BEL)        | 26e                  |
| 57                                   | Zdeněk Štybar (CZE)       | 28e                  |
| 58                                   | Petr Vakoč (CZE)          | 35e                  |
| Directeur sportif : Wilfried Peeters |                           |                      |

| Katusha KAT                          | Katusha KAT              | Katusha KAT |
| ------------------------------------ | ------------------------ | ----------- |
| Num                                  | Coureur                  | Pos         |
| 61                                   | Joaquim Rodríguez (ESP)  | 4e          |
| 62                                   | Sergey Chernetskiy (RUS) | 34e         |
| 63                                   | Ilnur Zakarin (RUS)      | 55e         |
| 64                                   | Sergueï Lagoutine (RUS)  | 80e         |
| 65                                   | Tiago Machado (POR)      | 72e         |
| 66                                   | Jhonatan Restrepo (COL)  | AB          |
| 67                                   | Egor Silin (RUS)         | 50e         |
| 68                                   | Ángel Vicioso (ESP)      | 78e         |
| Directeur sportif : Xavier Florencio |                          |             |

| FDJ                             | FDJ                         | FDJ  |
| ------------------------------- | --------------------------- | ---- |
| Num                             | Coureur                     | Pos  |
| 71                              | Arthur Vichot (FRA) (Route) | AB   |
| 72                              | Kenny Elissonde (FRA)       | 48e  |
| 73                              | Alexandre Geniez (FRA)      | AB   |
| 74                              | Matthieu Ladagnous (FRA)    | AB   |
| 75                              | Benoît Vaugrenard (FRA)     | AB   |
| 76                              | Murilo Fischer (BRA)        | AB   |
| 77                              | Anthony Roux (FRA)          | 11e  |
| 78                              | Cédric Pineau (FRA)         | 104e |
| Directeur sportif : Marc Madiot |                             |      |

| Astana AST                          | Astana AST              | Astana AST |
| ----------------------------------- | ----------------------- | ---------- |
| Num                                 | Coureur                 | Pos        |
| 81                                  | Luis León Sánchez (ESP) | 17e        |
| 82                                  | Andriy Grivko (UKR)     | 30e        |
| 83                                  | Paolo Tiralongo (ITA)   | 68e        |
| 84                                  | Lieuwe Westra (NED)     | NP         |
| 85                                  | Davide Malacarne (ITA)  | AB         |
| 86                                  | Eros Capecchi (ITA)     | AB         |
| 87                                  | Dario Cataldo (ITA)     | 62e        |
| 88                                  | Andrey Zeits (KAZ)      | 60e        |
| Directeur sportif : Alexandr Shefer |                         |            |

| Lotto NL-Jumbo TLJ              | Lotto NL-Jumbo TLJ      | Lotto NL-Jumbo TLJ |
| ------------------------------- | ----------------------- | ------------------ |
| Num                             | Coureur                 | Pos                |
| 91                              | Steven Kruijswijk (NED) | 29e                |
| 92                              | Enrico Battaglin (ITA)  | 31e                |
| 93                              | George Bennett (NZL)    | 15e                |
| 94                              | Steven Lammertink (NED) | AB                 |
| 95                              | Wilco Kelderman (NED)   | 56e                |
| 96                              |                         |                    |
| 97                              | Paul Martens (ALL)      | AB                 |
| 98                              | Alexey Vermeulen (USA)  | 98e                |
| Directeur sportif : Addy Engels |                         |                    |

| Lampre-Merida LAM                 | Lampre-Merida LAM        | Lampre-Merida LAM |
| --------------------------------- | ------------------------ | ----------------- |
| Num                               | Coureur                  | Pos               |
| 101                               | Diego Ulissi (ITA)       | 43e               |
| 102                               | Matteo Bono (ITA)        | 85e               |
| 103                               | Mário Costa (POR)        | AB                |
| 104                               | Ilia Koshevoy (BLR)      | 77e               |
| 105                               | Manuele Mori (ITA)       | 83e               |
| 106                               | Przemysław Niemiec (POL) | AB                |
| 107                               | Luka Pibernik (SLO)      | 106e              |
| 108                               | Simone Petilli (ITA)     | 44e               |
| Directeur sportif : Marco Marzano |                          |                   |

| Trek-Segafredo TFS                  | Trek-Segafredo TFS    | Trek-Segafredo TFS |
| ----------------------------------- | --------------------- | ------------------ |
| Num                                 | Coureur               | Pos                |
| 111                                 | Bauke Mollema (NED)   | 1er                |
| 112                                 | Stijn Devolder (BEL)  | AB                 |
| 113                                 | Fabio Felline (ITA)   | 79e                |
| 114                                 | Ryder Hesjedal (CAN)  | 110e               |
| 115                                 | Markel Irizar (ESP)   | 111e               |
| 116                                 | Fumiyuki Beppu (JPN)  | AB                 |
| 117                                 | Marco Coledan (ITA)   | AB                 |
| 118                                 | Haimar Zubeldia (ESP) | 18e                |
| Directeur sportif : Josu Larrazabal |                       |                    |

| Giant-Alpecin TGA                     | Giant-Alpecin TGA         | Giant-Alpecin TGA |
| ------------------------------------- | ------------------------- | ----------------- |
| Num                                   | Coureur                   | Pos               |
| 121                                   | Warren Barguil (FRA)      | 54e               |
| 122                                   | Johannes Fröhlinger (ALL) | AB                |
| 123                                   | Chad Haga (USA)           | AB                |
| 124                                   |                           |                   |
| 125                                   | Sam Oomen (NED)           | 33e               |
| 126                                   | Sindre Lunke (NOR)        | AB                |
| 127                                   | Laurens ten Dam (NED)     | AB                |
| 128                                   | Zico Waeytens (BEL)       | AB                |
| Directeur sportif : Arthur van Dongen |                           |                   |

| Cannondale-Drapac CDT                  | Cannondale-Drapac CDT   | Cannondale-Drapac CDT |
| -------------------------------------- | ----------------------- | --------------------- |
| Num                                    | Coureur                 | Pos                   |
| 131                                    | Rigoberto Urán (COL)    | 25e                   |
| 132                                    | Simon Clarke (AUS)      | 59e                   |
| 133                                    | Davide Formolo (ITA)    | 57e                   |
| 134                                    | Moreno Moser (ITA)      | 91e                   |
| 135                                    | Alan Marangoni (ITA)    | AB                    |
| 136                                    | Tom-Jelte Slagter (NED) | 8e                    |
| 137                                    | Davide Villella (ITA)   | 86e                   |
| 138                                    | Michael Woods (CAN)     | 61e                   |
| Directeur sportif : Juan Manuel Gárate |                         |                       |

| Lotto-Soudal LTS                     | Lotto-Soudal LTS         | Lotto-Soudal LTS |
| ------------------------------------ | ------------------------ | ---------------- |
| Num                                  | Coureur                  | Pos              |
| 141                                  | Tony Gallopin (FRA)      | 2e               |
| 142                                  | Tiesj Benoot (BEL)       | AB               |
| 143                                  | Sean De Bie (BEL)        | AB               |
| 144                                  | Pim Ligthart (NED)       | AB               |
| 145                                  | Tosh Van der Sande (BEL) | AB               |
| 146                                  | Louis Vervaeke (BEL)     | AB               |
| 147                                  | Jelle Vanendert (BEL)    | 21e              |
| 148                                  | Tim Wellens (BEL)        | 13e              |
| Directeur sportif : Frederik Willems |                          |                  |

| AG2R La Mondiale ALM              | AG2R La Mondiale ALM         | AG2R La Mondiale ALM |
| --------------------------------- | ---------------------------- | -------------------- |
| Num                               | Coureur                      | Pos                  |
| 151                               | Jean-Christophe Péraud (FRA) | 65e                  |
| 152                               | Guillaume Bonnafond (FRA)    | AB                   |
| 153                               | Mikaël Cherel (FRA)          | 108e                 |
| 154                               | Axel Domont (FRA)            | 75e                  |
| 155                               | Cyril Gautier (FRA)          | 37e                  |
| 156                               | Blel Kadri (FRA)             | AB                   |
| 157                               | Pierre Latour (FRA)          | 71e                  |
| 158                               | Hugo Houle (CAN)             | 74e                  |
| Directeur sportif : Didier Jannel |                              |                      |

| IAM                                | IAM                       | IAM |
| ---------------------------------- | ------------------------- | --- |
| Num                                | Coureur                   | Pos |
| 161                                | Mathias Frank (SUI)       | 36e |
| 162                                | Dries Devenyns (BEL)      | 10e |
| 163                                | Clément Chevrier (FRA)    | 76e |
| 164                                | Pirmin Lang (SUI)         | AB  |
| 165                                | Oliver Naesen (BEL)       | 38e |
| 166                                | Jarlinson Pantano (COL)   | 23e |
| 167                                | Aleksejs Saramotins (LAT) | AB  |
| 168                                | Oliver Zaugg (SUI)        | 49e |
| Directeur sportif : Rik Verbrugghe |                           |     |

| Dimension Data DDD             | Dimension Data DDD                | Dimension Data DDD |
| ------------------------------ | --------------------------------- | ------------------ |
| Num                            | Coureur                           | Pos                |
| 171                            | Igor Antón (ESP)                  | 63e                |
| 172                            | Songezo Jim (RSA)                 | AB                 |
| 173                            | Serge Pauwels (BEL)               | 27e                |
| 174                            | Adrien Niyonshuti (RWA)           | 101e               |
| 175                            | Nathan Haas (AUS)                 | 94e                |
| 176                            | Jacques Janse van Rensburg (RSA)  | 112e               |
| 177                            | Merhawi Kudus (ERI)               | 100e               |
| 178                            | Kanstantsin Siutsou (BLR) (Route) | 40e                |
| Directeur sportif : Jens Zemke |                                   |                    |

| Caja Rural-Seguros RGA CJR             | Caja Rural-Seguros RGA CJR | Caja Rural-Seguros RGA CJR |
| -------------------------------------- | -------------------------- | -------------------------- |
| Num                                    | Coureur                    | Pos                        |
| 181                                    | David Arroyo (ESP)         | 88e                        |
| 182                                    | Hugh Carthy (GBR)          | 90e                        |
| 183                                    | Carlos Barbero (ESP)       | AB                         |
| 184                                    | Peio Bilbao (ESP)          | 46e                        |
| 185                                    | Ángel Madrazo (ESP)        | 32e                        |
| 186                                    | Lluís Mas (ESP)            | 109e                       |
| 187                                    | Sergio Pardilla (ESP)      | 64e                        |
| 188                                    | Jaime Rosón (ESP)          | 96e                        |
| Directeur sportif : Eugenio Goikoetxea |                            |                            |

| Cofidis COF                     | Cofidis COF             | Cofidis COF |
| ------------------------------- | ----------------------- | ----------- |
| Num                             | Coureur                 | Pos         |
| 191                             | Nicolas Edet (FRA)      | 20e         |
| 192                             | Yoann Bagot (FRA)       | AB          |
| 193                             | Loïc Chetout (FRA)      | AB          |
| 194                             | Arnold Jeannesson (FRA) | AB          |
| 195                             | Luis Ángel Maté (ESP)   | 57e         |
| 196                             | Rudy Molard (FRA)       | 53e         |
| 197                             | Stéphane Rossetto (FRA) | 52e         |
| 198                             | Anthony Turgis (FRA)    | AB          |
| Directeur sportif : Didier Rous |                         |             |